# Adenostyles
 Adenostyles  Cassini, 1816 è un genere di piante angiosperme dicotiledoni della famiglia delle Asteraceae (sottofamiglia Asteroideae). Le specie di questo genere sono spesso indicate con il nome comune di cavolaccio.

## Etimologia
L'origine del nome è di derivazione ellenica (adhno-stuloj ) e fa riferimento alle ghiandole che ricoprono lo stilo del fiore.
Il nome scientifico del genere è stato definito dal botanico Alexandre Henri Gabriel de Cassini nella pubblicazione " Dictionnaire des Sciences Naturelles, dans lequel on traite méthodiquement des différens êtres de la nature, considérés soit en eux-mêmes, d'aprés l'état actuel de nos connoissances, soit relativement à l'utilité quén peuvent retirer la médecine, l'agriculture, le commerce et les arts. Strasbourg. Edition 2" (Dict. Sci. Nat., ed. 2. [F. Cuvier] 1(Suppl.): 59) del 1816.

## Descrizione

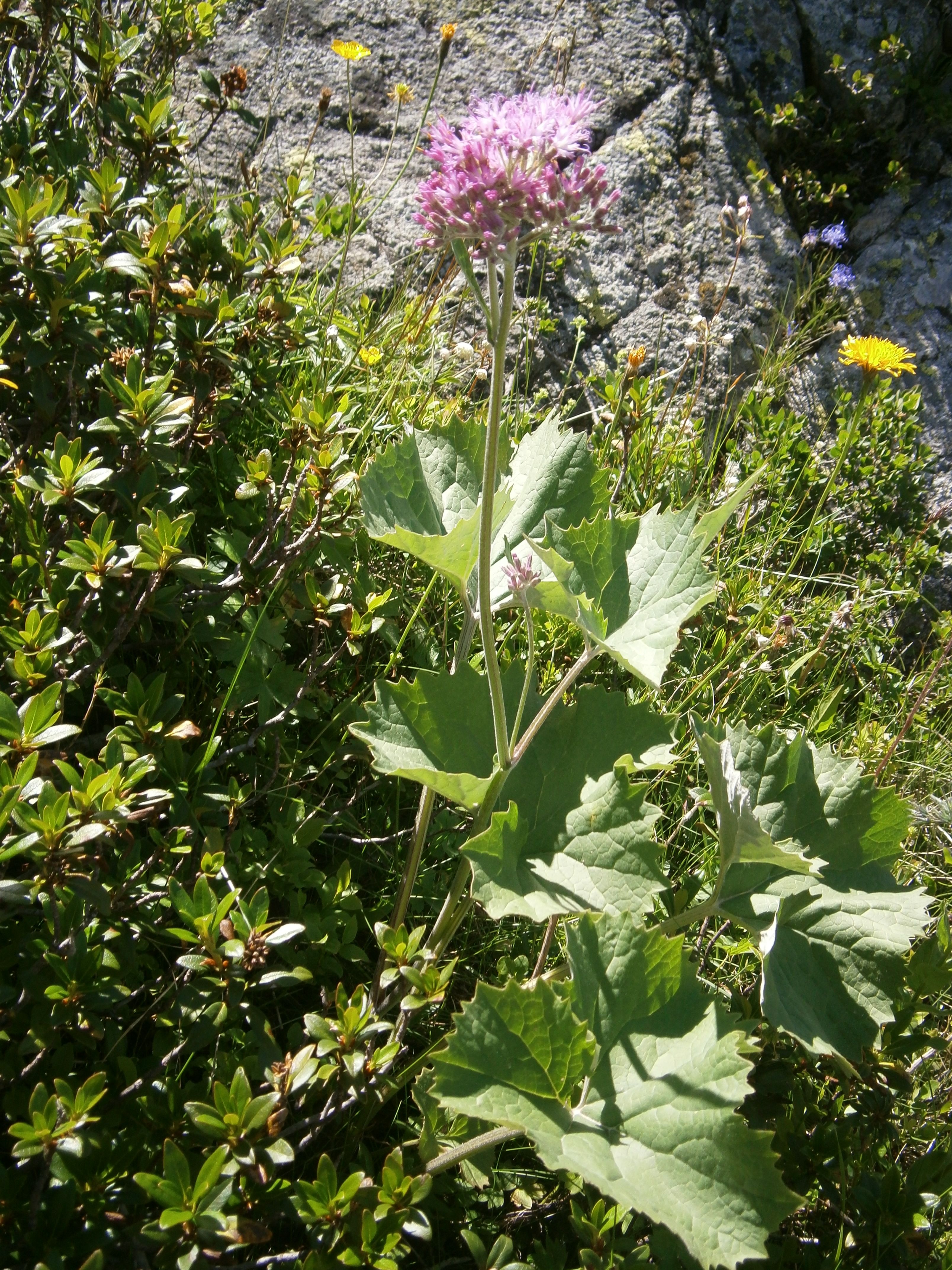
Il portamento
Adenostyles alpina

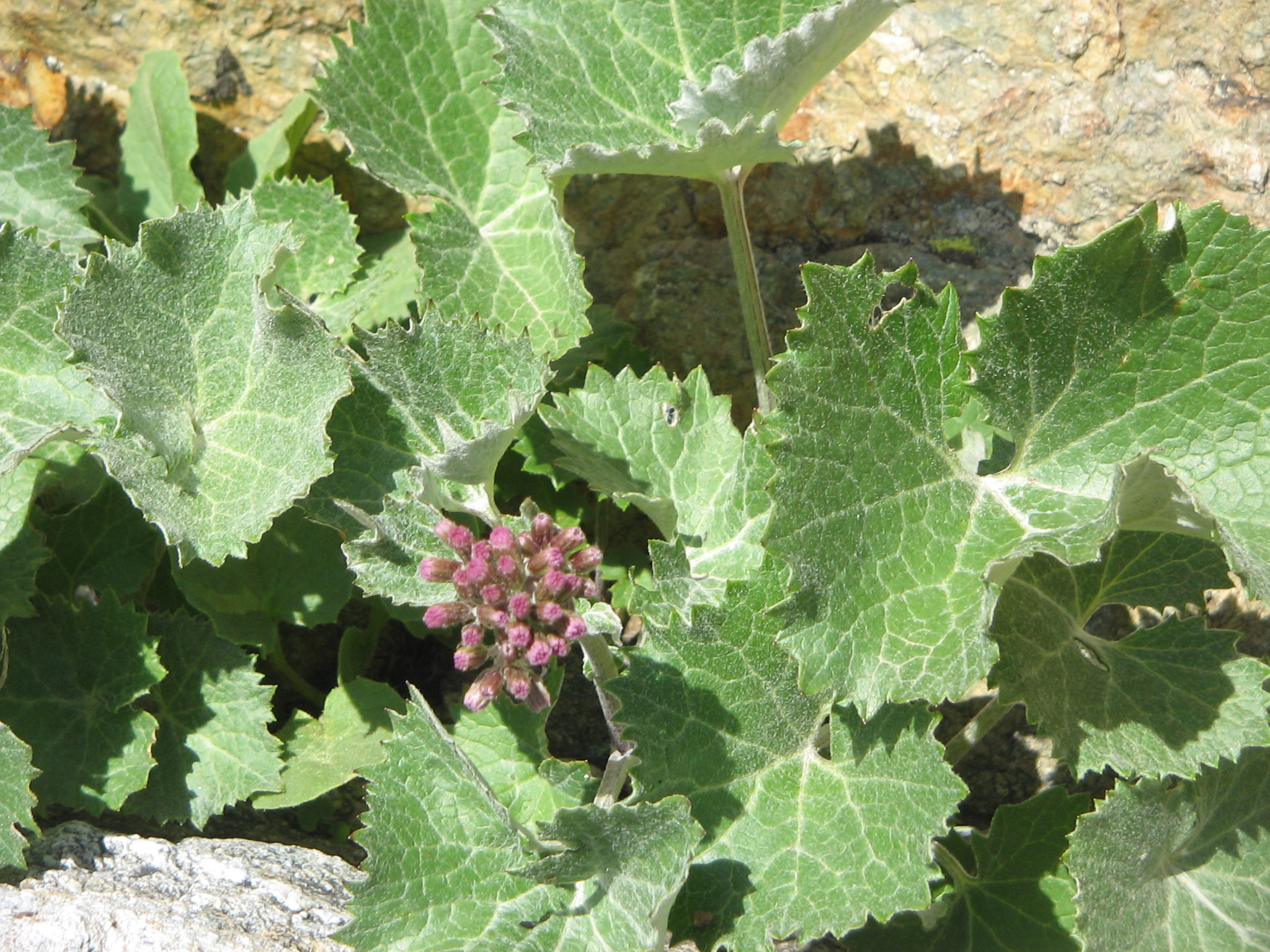
Le foglie
Adenostyles leucophylla

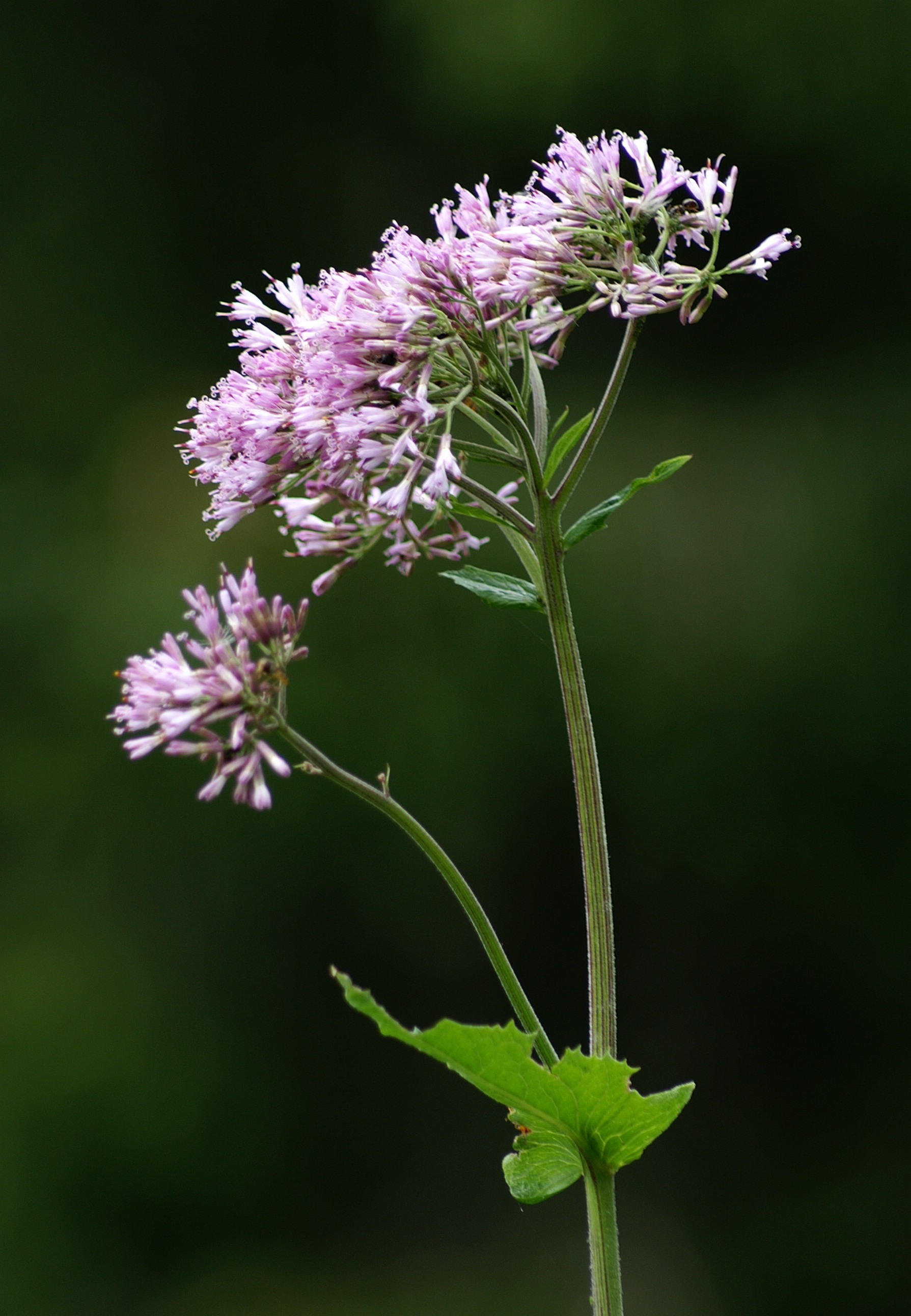
Infiorescenza
Adenostyles alliariae

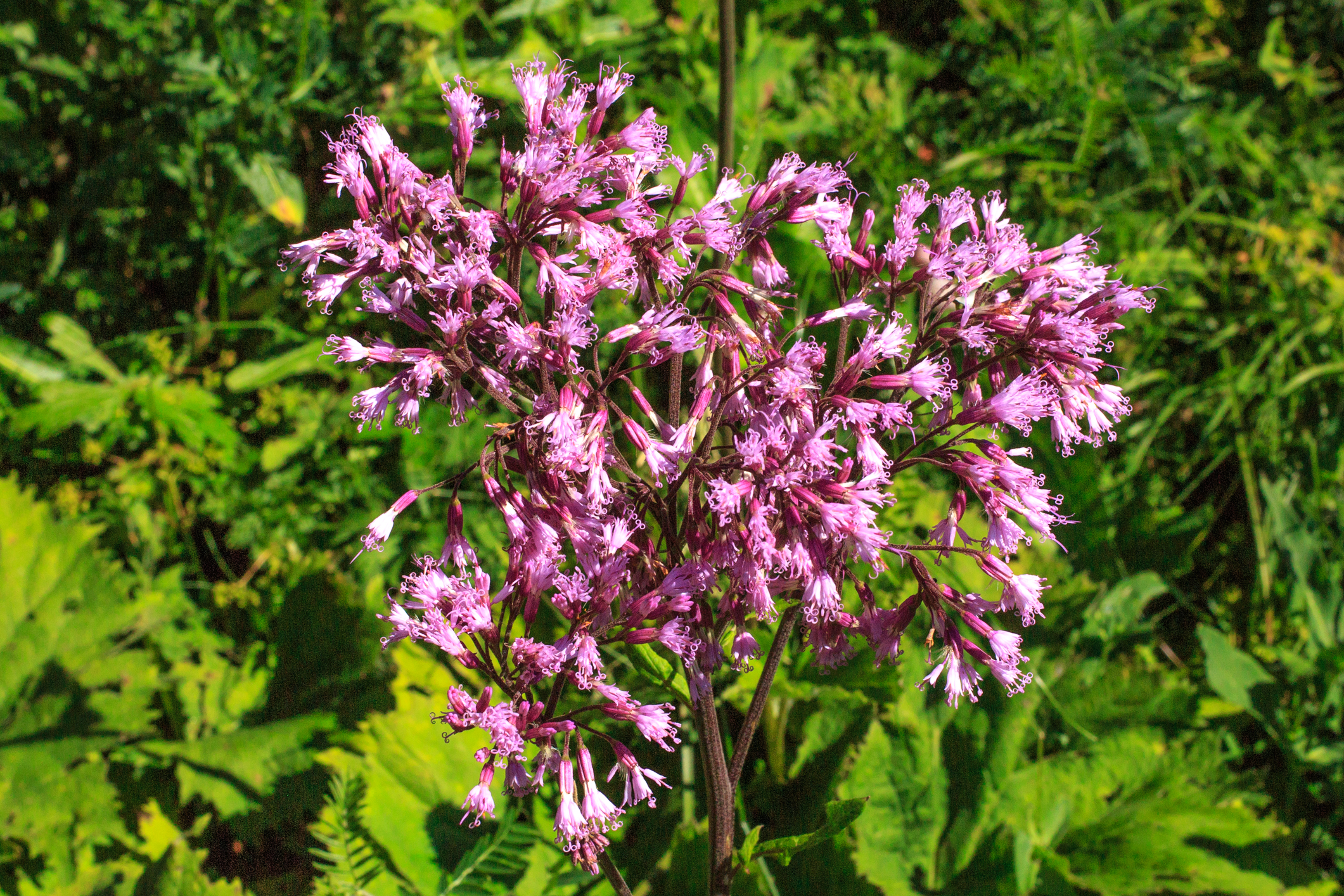
I fiori
Adenostyles alliariae

Habitus. Le specie di questo genere hanno un habitus di tipo erbaceo perenne rizomatoso. Le superfici delle piante possono essere sia glabre che pubescenti per peli semplici. La forma biologica prevalente della specie è emicriptofita scaposa (H scap), ossia sono piante perennanti tramite gemme situate sul terreno e con asse fiorale allungato e con poche ma grandi foglie.
Radici. Le radici in genere sono secondarie da rizoma e possono essere fibrose.
Fusto. 
- Parte ipogea: la parte sotterranea del fusto è un grassetto rizoma. I rizomi sono striscianti o legnosi.
- Parte epigea: la parte aerea del fusto, eretta e ascendente, normalmente si presenta pubescente e a carattere farinoso.

Foglie. Sono presenti sia foglie basali che cauline. Le foglie, lungo il fusto, si presentano in posizione alterna e sono picciolate (quelle superiori sono sessili); sono ampie e di consistenza grassetta; il margine fogliare è dentato (in modo acuto o ottuso); il disegno delle foglie può essere cuoriforme (a forma di cuore) o reniforme (a forma di rene),
Infiorescenza. Le sinflorescenze sono composte da diversi capolini organizzati in formazioni densamente corimbose. Le infiorescenze vere e proprie sono formate da uno stretto capolino terminale peduncolato di tipo discoide. Alla base dell'involucro è presente un calice formato da brattee fogliacee. I capolini sono formati da un involucro, con forme cilindriche, composto da diverse brattee, al cui interno un ricettacolo fa da base ai fiori tubulosi. Le brattee sono disposte in modo embricato su una o due serie e possono essere connate alla base. Il ricettacolo è nudo (senza pagliette a protezione della base dei fiori); la forma è convessa e a volte è alveolato.
Fiori.  I fiori (da 3 a 20) sono tetra-ciclici (formati cioè da 4 verticilli: calice – corolla – androceo – gineceo) e pentameri (calice e corolla formati da 5 elementi). Sono inoltre ermafroditi e actinomorfi.
- Formula fiorale:

*/x K {\displaystyle \infty }, [C (5), A (5)], G 2 (infero), achenio
- Calice: i sepali del calice sono ridotti ad una coroncina di squame.
- Corolla: nella parte inferiore i petali della corolla sono saldati insieme e formano un tubo. In particolare le corolle dei fiori del disco centrale (tubulosi) terminano con delle fauci dilatate a raggiera con quattro lobi. I lobi possono avere una forma da deltoide a triangolare-ovata. Il colore delle corolle è rosa, bianco o porpora.
- Androceo: gli stami sono 5 con dei filamenti liberi. La parte basale del collare dei filamenti può essere dilatata. Le antere invece sono saldate fra di loro e formano un manicotto che circonda lo stilo. Le antere sono senza coda ("ecaudate") e arrotondate alla base; a volte sono presenti delle appendici apicali che possono avere varie forme (principalmente lanceolate). La struttura delle antere è di tipo tetrasporangiato, raramente sono bisporangiate. Il tessuto endoteciale è radiale o polarizzato. Il polline è tricolporato (tipo "helianthoid").[13]
- Gineceo: lo stilo, a forma cilindrica, è biforcato con due stigmi nella parte apicale. Gli stigmi sono troncati o ottusi o arrotondati, ma anche lineari con appendici acuminate; possono avere un ciuffo di peli radicali o in posizione centrale; possono inoltre essere ricoperti da minute papille; altre volte i peli sono di tipo penicillato. Le superfici stigmatiche sono separate o parzialmente confluenti, oppure continue.  L'ovario è infero uniloculare formato da 2 carpelli.

Frutti. I frutti sono degli acheni con pappo. La forma degli acheni è oblunga; la superficie è percorsa da diverse coste longitudinali e può essere glabra o talvolta pubescente. Possono essere presenti delle ali o degli ispessimenti marginali. Non sempre il carpoforo è distinguibile. Il colore del frutto può essere nero o bruno. Il pappo è formato da numerose setole snelle (o peli) disposte su più ranghi.

## Biologia
Impollinazione: l'impollinazione avviene tramite insetti (impollinazione entomogama tramite farfalle diurne e notturne).
Riproduzione: la fecondazione avviene fondamentalmente tramite l'impollinazione dei fiori (vedi sopra).
Dispersione: i semi (gli acheni) cadendo a terra sono successivamente dispersi soprattutto da insetti tipo formiche (disseminazione mirmecoria). In questo tipo di piante avviene anche un altro tipo di dispersione: zoocoria. Infatti gli uncini delle brattee dell'involucro (se presenti) si agganciano ai peli degli animali di passaggio disperdendo così anche su lunghe distanze i semi della pianta. Inoltre per merito del pappo il vento può trasportare i semi anche a distanza di alcuni chilometri (disseminazione anemocora).

## Distribuzione e habitat
Le specie di questo genere sono distribuite nel Mediterraneo settentrionale (dalla Spagna all'Anatolia). Al nord arrivano fino alla Germania e Polonia.

### Specie della zona alpina
Delle 4 specie  spontanee della flora italiana 3 vivono sull'arco alpino. La tabella seguente mette in evidenza alcuni dati relativi all'habitat, al substrato e alla distribuzione delle specie alpine.
| Specie | Comunità vegetali | Piani vegetazionali | Substrato  | pH     | Livello trofico | H2O   | Ambiente    | Zona alpina                 |
| --- | ----------------- | ------------------- | ---------- | ------ | --------------- | ----- | ----------- | --------------------------- |
| Adenostyles alpina | 3                 | subalpino           | Ca - Ca/Si | basico | medio           | umido | C3 G2 I1 I2 | tutto l'arco alpino         |
| Adenostyles alliariae | 11                | subalpino           | Ca - Si    | neutro | alto            | umido | G2 H1       | tutto l'arco alpino         |
| Adenostyles leucophylla | 3                 | alpino subalpino    | Si         | acido  | basso           | umido | C3          | Alpi occidentali e centrali |
| Legenda e note alla tabella. Substrato: con “Ca/Si” si intendono rocce di carattere intermedio (calcari silicei e simili). Zona alpina: vengono prese in considerazione solo le zone alpine del territorio italiano (sono indicate le sigle delle province). Comunità vegetali: 3 = comunità delle fessure, delle rupi e dei ghiaioni; 11 = comunità delle macro- e megaforbie terrestri. Ambienti: C3 = ghiaioni, morene e pietraie; G2 = praterie rase dal piano collinare a quello alpino; H1 = ontaneti verdi, saliceti subalpini; I1 = boschi di conifere; I2 = boschi di latifoglie. |                   |                     |            |        |                 |       |             |                             |

## Tassonomia
La famiglia di appartenenza di questa voce (Asteraceae o Compositae, nomen conservandum) probabilmente originaria del Sud America, è la più numerosa del mondo vegetale, comprende oltre 23.000 specie distribuite su 1.535 generi, oppure 22.750 specie e 1.530 generi secondo altre fonti (una delle checklist più aggiornata elenca fino a 1.679 generi). La famiglia attualmente (2021) è divisa in 16 sottofamiglie; la sottofamiglia Asteroideae è una di queste e rappresenta l'evoluzione più recente di tutta la famiglia.

### Filogenesi
Il genere di questa voce appartiene alla sottotribù Senecioninae della tribù Senecioneae (una delle 21 tribù della sottofamiglia Asteroideae). In base ai dati filogenetici la sottotribù, all'interno della tribù, occupa il "core" della tribù e insieme alla sottotribù Othonninae forma un "gruppo fratello".
I seguenti caratteri sono indicativi per la sottotribù:
- il portamento è molto vario (erbe, arbusti, liane, epifite, alberelli o alberi);
- le foglie sono sia basali che cauline disposte in modo alternato;
- sono presenti capolini sia radiati, disciformi o discoidi;
- le antere sono tetrasporangiate, raramente bisporangiate.

La struttura della sottotribù è molto complessa e articolata (è la più numerosa della tribù con oltre 1.200 specie distribuite su un centinaio di generi) e al suo interno sono raccolti molti sottogruppi caratteristici le cui analisi sono ancora da completare. Il genere di questa voce è a capo del gruppo "Adenostylinae" comprendente i generi Adenostyles, Caucasalia, Dolichorrhiza, Iranecio e Pojarkovia, tutti caratterizzati da corolle a 4 lobi ("Gruppo Quadridentato"). Da un punto di vista filogenetico questo gruppo nell'ambito della sottotribù Senecioninae occupa una posizione abbastanza centrale e con i gruppi "Curio group" e il "Gynuroid clade" formano un "gruppo fratello". A causa di questa profonda nidificazione all'interno della sottotribù il gruppo non può essere definito tassonomicamente in modo autonomo.
Alcuni studi filogenetici molecolari hanno permesso di definire meglio le posizioni dei generi all'interno del gruppo. Il cladogramma seguente (semplificato) mostra l'attuale conoscenza filogenetica del "Gruppo Adenostyles" (la posizione del genere  Dolichorrhiza è ancora incerta).
|  | Adenostyles alpina                                                                |
|  |                                                                                   |
|  | \| \| Adenostyles alliariae \| \| \| \| \| \| Adenostyles leucophylla \| \| \| \| |
|  |                                                                                   |
|  | Adenostyles alliariae                                                             |
|  |                                                                                   |
|  | Adenostyles leucophylla                                                           |
|  |                                                                                   |

|  | Adenostyles alliariae   |
|  |                         |
|  | Adenostyles leucophylla |
|  |                         |

|  | \| \| Iranecio \| \| \| \| \| \| Pojarkovia \| \| \| \| |
|  |                                                         |
|  | Caucasalia                                              |
|  |                                                         |
|  | Iranecio                                                |
|  |                                                         |
|  | Pojarkovia                                              |
|  |                                                         |

|  | Iranecio   |
|  |            |
|  | Pojarkovia |
|  |            |

|  | Adenostyles alpina                                                                |
|  |                                                                                   |
|  | \| \| Adenostyles alliariae \| \| \| \| \| \| Adenostyles leucophylla \| \| \| \| |
|  |                                                                                   |
|  | Adenostyles alliariae                                                             |
|  |                                                                                   |
|  | Adenostyles leucophylla                                                           |
|  |                                                                                   |

|  | Adenostyles alliariae   |
|  |                         |
|  | Adenostyles leucophylla |
|  |                         |

|  | \| \| Iranecio \| \| \| \| \| \| Pojarkovia \| \| \| \| |
|  |                                                         |
|  | Caucasalia                                              |
|  |                                                         |
|  | Iranecio                                                |
|  |                                                         |
|  | Pojarkovia                                              |
|  |                                                         |

|  | Iranecio   |
|  |            |
|  | Pojarkovia |
|  |            |

I caratteri distintivi per le specie del genere  Adenostyles sono:
- il portamento è erbaceo perenne e rizomatoso;
- il calice alla base dell'involucro è presente;
- i rami dello stilo sono subulati.

Il numero cromosomico della specie è: 2n = 38.

### Elenco delle specie
Questo genere ha 6 specie:
- Adenostyles alliariae (Gouan) A.Kern., 1871
- Adenostyles alpina  (L.) Bluff & Fingerh., 1825
- Adenostyles australis (Ten.) Iamonico & Pignatti, 2015
- Adenostyles briquetii  Gamisans, 1973
- Adenostyles intermedia Hegetschw., 1840
- Adenostyles leucophylla  (Willd.) Rchb.

### Specie della flora italiana
L’elenco seguente utilizza in parte il sistema delle chiavi analitiche (vengono cioè indicate solamente quelle caratteristiche utili a distingue un taxon dall'altro):
- 1A: il picciolo delle foglie superiori si presenta con due ampie orecchiette amplessicauli;

Complesso di Adenostyles alliardae: questo gruppo è caratterizzato da piante perenni con portamento erbaceo alto (fino a 18 dm); i fusti sono ascendenti e striati (possono essere arrossati): le foglie inferiori hanno delle forme triangolari o reniformi con bordi più o meno dentati (quelle cauline sono più ridotte, brevemente picciolate o amplessicauli); le sinflorescenze sono di tipo corimboso. A questo complesso, nella "Flora d'Italia" (Pignatti, 2018), appartiene la specie A. alliariae e la specie Adenostyles macrocephala Hunter, Porta e Rigo che in altre checklist è considerata sinonimo di Adenostyles alpina subsp. macrocephala (Huter, Porta & Rigo) Dillenb. & Kadereit
Adenostyles alliardae (Gouan) Kern. – Cavolaccio alpino: l'altezza massima della pianta è di 4 - 7 dm; il ciclo biologico è perenne; la forma biologica è emicriptofita scaposa (H scap); il tipo corologico è Orofita - Sud Europeo; l'habitat tipico sono i consorzi di alte erbe, i cespuglieti alpini, le pietraie e le morene su silice; in Italia è una specie comune soprattutto al Nord (Alpi) fino a quote comprese tra 1.300 e 2.000 m s.l.m..
- 1B: il picciolo delle foglie superiori non possiede le orecchiette amplessicauli;

- 2A: le brattee dell'involucro hanno delle forme lineari-lanceolate;

Complesso di Adenostyles alpina: questo gruppo è caratterizzato da piante perenni con portamento erbaceo alto (fino a 10 dm); si distingue inoltre dal precedente gruppo in quanto i piccioli delle foglie cauline non sono allargate in orecchiette amplessicauli. A questo complesso, nella "Flora d'Italia" (Pignatti, 2018), è aggiunta anche la specie Adenostyles hybrida Guss. che in altre checklist è considerata sinonimo di Adenostyles alpina subsp. nebrodensis (Wagenitz & I.Müll.) Greuter
Adenostyles alpina (L.) Bluff & Fingerh. – Cavolaccio verde: l'altezza massima della pianta è di 4 - 6 dm; il ciclo biologico è perenne; la forma biologica è emicriptofita scaposa (H scap); il tipo corologico è Orofita - Sud Europeo; l'habitat tipico sono i pendii franosi, i boschi di faggio e abete rosso; in Italia è una specie comune al Nord (Alpi), mentre è molto rara al Centro e al Sud e si trova fino a quote comprese tra 1.300 e 2.000 m s.l.m..
Adenostyles australis (Ten.) Iamonico & Pignatti – Cavolaccio meridionale: l'altezza massima della pianta è di 4 - 6 dm; il ciclo biologico è perenne; la forma biologica è emicriptofita scaposa (H scap); il tipo corologico è Endemico; l'habitat tipico sono le faggete, le abetine e le pietraie; in Italia è una specie comune sugli Appennini e si trova fino a quote comprese tra 1.100 e 1.900 m s.l.m..
- 2A: le brattee dell'involucro hanno delle forme obovate;

Adenostyles leucophylla Rchb. – Cavolaccio lanoso: l'altezza massima della pianta è di 2 - 4 dm; il ciclo biologico è perenne; la forma biologica è emicriptofita scaposa (H scap); il tipo corologico è Endemico / Ovest Alpico; l'habitat tipico sono le pietraie e i macereti su silice; in Italia è una specie rara e si trova sulle Alpi fino a quote comprese tra 2.000 e 3.100 m s.l.m..

### Sinonimi
Sono elencati alcuni sinonimi per questa entità:
- Adenostylium Rchb.f., H.G.L.Reichenbach, 1853
- Cacalia  L., 1753
- Calcalia  Krock., 1790
- Epatitis  Raf., 1836

## Usi: giardinaggio
Le piante di questo genere sono utilizzate quasi solamente nella composizione di giardini rocciosi e alpini. Infatti il loro ampio fogliame fornisce una buona funzione ornamentale. Le specie di pianura necessitano, nel giardino, di zone ben soleggiate e vengono utilizzate con funzioni di bordura. 

La coltivazione di queste piante non è molto difficile se allevate entro un composto terroso ricco di torba, ma capace di mantenere fresche e umide le radici. Si propagano sia per seme che per divisione di piede.